# Littérature de cordel
La littérature de  cordel désigne, au Brésil, un mode d’auto-édition de poésies populaires sous forme de fascicules appelés folhetos.

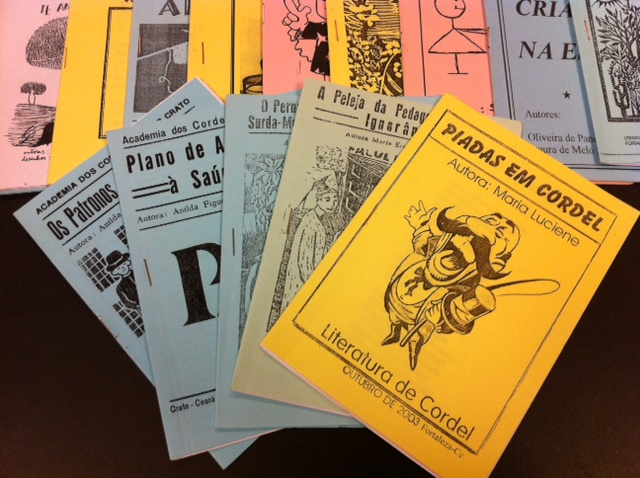
Photo prise au Fonds Raymond Cantel — Centre de recherche latino-américaines de l'université de Poitiers.

## Histoire
La littérature de cordel apparaît au Portugal au XVIIe siècle et au Brésil au XIXe siècle. Elle se développe sur un fond de traditions narratives orales, présentes tant dans les populations amérindiennes que chez les Africains arrivés par la traite négrière. Elle s’inscrit dans le prolongement d’une production ibérique de folhetos ou petits imprimés rudimentaires, dont les sujets étaient très variés : écrits satiriques, transcriptions de dialogues de théâtre, etc.

## Contexte
L'appellation littérature de cordel renvoie à un type de diffusion où les livrets étaient vendus sur les marchés, épinglés sur des rangées de ficelles ou de cordes. La formule englobe également des manifestations poétiques orales, de l’ordre de la joute ou de la versification improvisée. Aujourd’hui les auteurs sont de plusieurs genres : non seulement des analphabètes, mais aussi de grands auteurs, poètes, écrivains, ainsi que des poétesses sont sur le marché actuel. Auparavant[Quand ?], les auteurs créaient leurs textes mentalement (comme au Moyen Âge et dans d'autres civilisations telles que celles des Aztèques et des Mayas), puis les faisaient transcrire. Ils sont souvent à la fois poètes, compositeurs, improvisateurs, et vendeurs de leurs folhetos dans les foires. 
Tout un système éditorial est mis en place depuis l’édition jusqu'à la vente des fascicules. Le cordel est vendu, désormais, non seulement dans les foires culturelles, mais aussi dans les librairies et dans les maisons de la culture.
La poésie populaire existe dans tout le Brésil, ainsi que dans toute l’Amérique latine. À partir du deuxième Empire, une partie de la culture populaire a été modifiée surtout en ce qui concerne la poésie. Plus précisément, avec l’immigration européenne dans le Sud du pays, un certain modèle européen a été mis en place au détriment de la culture locale, en s’inspirant de la poésie et de l'écrit en général.
La ville de Recife dans l'État de Pernambuco, ainsi que les États de Paraíba, Ceará et Rio Grande do Norte, sont les plus grands producteurs de littérature de cordel du pays. Cependant, cinq millions de Nordestinos ont exporté vers Rio de Janeiro et São Paulo la poésie populaire nordestina, ce qui a eu pour conséquence une expansion nationale à partir de la ville la plus peuplée du Brésil, São Paulo.

## Regard général sur la littérature de cordel
Cette littérature est imprimée sur des petits feuillets de papier bon marché, avec une couverture un peu plus épaisse. Le format est d'environ 11 à 16 cm soit une feuille format A4 pliée en quatre, ce qui donne des pages multiples de 8, 16 ou 32 pages, rarement plus. En ce qui concerne  la couverture des folhetos, elle est reproduite par le procédé de xylogravure. Très rarement faite par les poètes eux-mêmes, la couverture est généralement conçue et fabriquée par un xylographe, ce qui constitue, aujourd’hui, une nouvelle source d'exportation de l'art brésilien. La xylogravure est la porte d’entrée de l’imaginaire du fascicule de cordel : c'est donc elle qui attire l'attention des lecteurs et les invite à entrer dans cet univers. De ce fait, l'expansion du cordel est devenue plus grande à partir de la révolution industrielle et l’arrivée de l'imprimerie au Brésil. Les xylogravures représentent un important héritage de l'imagerie populaire et sont vendues dans le monde entier.

### Classification
La littérature de cordel est classifiée par thèmes, et il existe des institutions qui classifient ces thèmes. N’oublions pas de citer les auteurs, dont Leandro Gomes de Barros, João Martins de Athayde,(pt) Cuica de Santo Amaro, (pt) Rodolfo Coelho Cavalcante,(pt) Raimundo Santa Helena et Franklin Maxado, parmi d'autres. Le poète, appelé cordeliste, exprime avec enthousiasme ce que ses camarades de la vie quotidienne ressentent réellement. La spontanéité et le charme de ses créations poétiques et littéraires font que le lecteur urbain, même le plus sophistiqué, s’y intéresse, et elles suscitent même la recherche et l’analyse des savants universitaires. La poésie de cordel est donc une poésie confraternelle et sociale qui touche profondément la sensibilité du lecteur.

### Thèmes
Les thèmes sont, parmi d’autres, des faits de la vie quotidienne, des épisodes historiques, des thèmes religieux. Par exemple, les aventures du cangaceiro  Lampião, la vie du prêtre Cícero Romão Batista connu sous le nom de Padre Cícero ou Padim Ciço, ou encore le suicide du président Getúlio Vargas (1883-1954) sont parmi les sujets qui ont eu le plus grand tirage par le passé. 
Il n'existe pas de limite en ce qui concerne la création des livrets : quasiment tous les sujets peuvent faire l’objet d’un cordel grâce au talent d'un poète inspiré. À l’origine, les thèmes provenaient principalement des faits quotidiens, puis ils sont devenus un moyen de loisir et d’information ; aujourd'hui, ils concernent également des revendications sociales et politiques, des thèmes polémiques en rapport avec la situation sociale du peuple en général.
Porteuse des traditions populaires et œuvre des auteurs locaux, la littérature de cordel est d'une inestimable importance pour véhiculer les identités culturelles locales et les traditions littéraires régionales ; elle contribue à la perpétuation du folklore brésilien. Le fait que les œuvres soient publiées dans un nombre élevé d’exemplaires et fassent l’objet d’une lecture publique, favorise l’habitude de lire.
Enfin, la diversité des thèmes qui touchent la critique sociale, la politique et les textes d’opinion, fait que la littérature de cordel a un impact remarquable du point de vue didactique et éducatif.

### Poètes
- Patativa do Assaré, (Assaré, 5 mars 1909 - 8 juillet 2002)
- Rouxinol do Rinaré, (Quixadá, 28 septembre 1966)

## Ouvrages
- Everardo Ramos, Recortes contemporâneos sobre o cordel / oraganização de Sylvia Nemer, Edições: Casa de Rui Barbobasa, Rio de Janeiro 2008.
- Francisca Pereira dos Santos, Romaria de versos : mulheres cearenses autoras de cordel, Editora Sec, Cariri 2008

#### Bibliothèques numériques dédiées à la littérature de cordel[4]
- Collection Lira Popular (Université du Chili)
- CBDRS - Catálogo y Biblioteca Digital de Relaciones de Sucesos (Université de Coruña)[5]
- Comedias Sueltas USA
- Corpus de Literatura Oral (Université de Jaén)
- Démêler le cordel (Université de Genève)
- Fons especials (Université de Lleida)
- Fondation Joaquín Díaz
- Impresos Populares Iberoamericanos (UNAM)
- La Bibliothèque Virtuelle Cordel (Université de Poitiers)
- Literatura de cordel y teatro en España (1675-1825)
- Literatura Oral y Tradiciones Populares (Bibliothèque nationale du Chili)
- Mapping Pliegos (Université Catholique de Valence, Bibliothèque T. Navarro Tomás, CSIC, Université de Cambridge)
- Romanços - Imatgeria Popular (Calaix - Generalitat de Catalunya)
- Spanish Chapbooks (Bibliothèque de l'Université de Cambridge)

#### Associations et groupes de recherche
- Le Centre de Recherches Latino-Américaines de Poitiers (CRLA)
- Fundação Casa de Rui Barbosa - La fondation du Ministère de la Culture du Brésil (en portugais)
- Centro dos cordelistas do nordeste
- União dos cordelistas de Pernambuco
- Ephemera Helvetica
- LACIPI - Laboratorio de Culturas e Impresos Populares Iberoamericanos